# Ejército Revolucionario Armenio
El Ejército Revolucionario Armenio (ERA) (en armenio: Հայ Յեղափոխական Բանակ (ՀՅԲ) Heghabokhakan Banak) fue una organización militar armenia, que realizó un total de 7 atentados, en la que dejaron un saldo total de 6 muertos y 8 heridos. El grupo se responsabilizó por el asesinato de Dursun Aksoy, agregado de la Embajada de Turquía en Bruselas (1983), un atentado en la embajada del mismo país en Lisboa (1983), y un atentado en la Embajada de Turquía en Ottawa, Canadá (1985).
Se cree que el ARA es la continuación de los Comandos de Justicia del Genocidio Armenio (JCAG), solo que poseía otro nombre. Cuando JCAG dejó de responsabilizarse en las comunicación desde 1983, fue el ARA quién continuó con sus operaciones militares.

## Operaciones
En 1970, una bomba estalló en una biblioteca en Lisboa. Este fue el primer atentado adjudicado por el ARA. Pero como el siguiente ataque reivindicado por la misma organización ocurrió solo en 1983, muchos han cuestionado si el ARA era una continuación del JCAG o si eran dos organizaciones distintas que poseían el mismo nombre.
El 14 de julio de 1983 cerca de su casa en Avenue Franklin Roosevelt en la sección de la embajada de Bruselas. Estaba a punto de arrancar su coche, cuando un hombre se acercó a la ventana y disparó dos tiros, alcanzando a Aksoy en el cuello y el pecho. El diplomático murió en el acto. El pistolero huyó. Los testigos describieron al asesino como un hombre bien formado, de 30 a 35 años, con abundante cabello negro y bigote, 1,76 m, vestido con jeans azules y una camisa polo a rayas . En la actualidad el caso sigue sin resolverse.
ARA se responsabilizó del atentado a la embajada de Turquía en Lisboa, realizada el 27 de julio de 1983. Este atentado terminó con la vida de 7 personas, incluyendo los 5 atacantes conocidos por las fuentes armenias como "Los 5 de Lisboa" (Setrak Ajamian, 19 años; Ara Kuhrjulian, 20 años; Sarkis Abrahamian, 21 años; Simon Yahniyan, 21 años, y Vache Daghlian, 19 años).
El 20 de junio de 1984, Erdogan Jozen, un socio comercial de la Embajada de Turquía en Viena, Austria, murió en la explosión de un coche bomba. La ERA asumió la responsabilidad. Meses después el 3 de septiembre de 1984 En Estambul, Turquía, dos miembros de la fortaleza del Palacio PSR Topkapi murieron debido a que intentaban desactivar una bomba.։ Más tarde el 19 de noviembre de 1984, es asesinado, Enver Ergun, el funcionario de la ONU, esto en la ciudad de Viena . La ERA asumió la responsabilidad.
El 12 de marzo de 1985, el ARA atacó otra embajada turca, esta vez en la ciudad de Ottawa, Canadá. Los 3 atacantes son Kevork Marachelian (35 años) de LaSalle, Montreal, Rafi Panos Titizian (27 años) de Scarborough, Ontario, y Ohannes Noubarian (30 años) de Montreal. Tras finalizar el ataque, los atacantes se entregaron a la policía. Este fue el último ataque realizado por el ARA, y desde entonces, no se ha sabido más de ellos. Posteriormente, los miembros del ERA arrestados fueron condenados a cadena perpetua, incluidos 25 años sin indulto.